# Marshallia

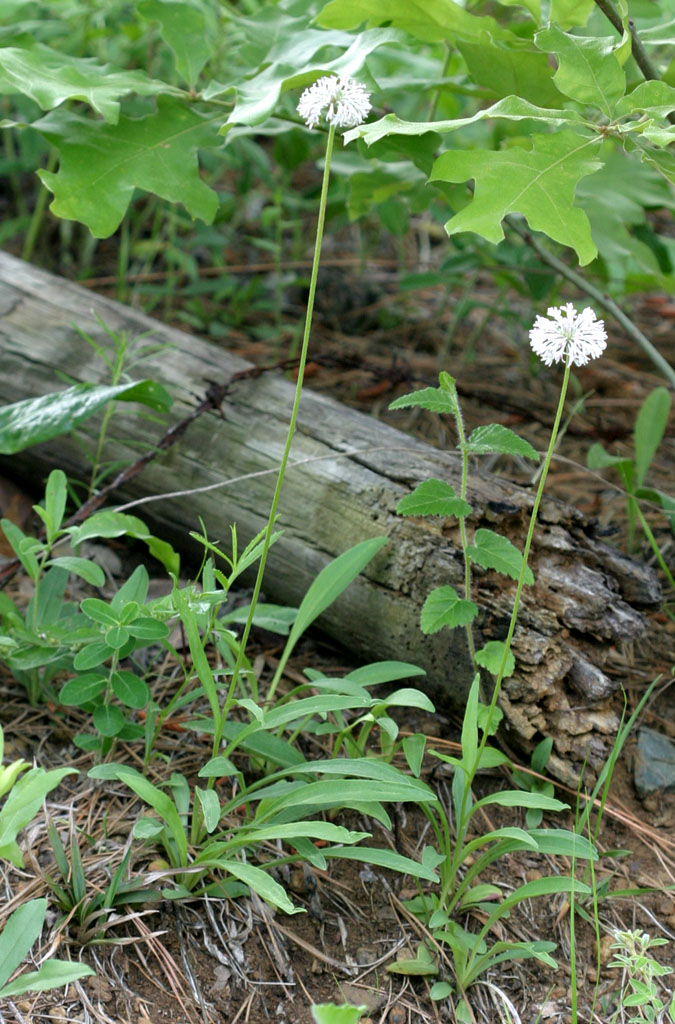
Marshallia obovata plants.

Marshallia Schreb.  es un género de plantas fanerógamas perteneciente a la familia  Asteraceae, endémicas  del sudeste de EE. UU.. Se le denomina popularmente como "botón de Bárbara". Hay 7 especies, todas perennes. Tiene pequeñas flores de color blanco o rosado agrupadas en grandes y compactas cabezas esféricas. Marshallia se encuentran en lugares abiertos, o bosques dominados por los pinos. Varias especies se asocian a tierras húmedas.  Marshallia son muy atractivos para la polinización por insectos, incluyendo mariposas y varias especies de escarabajos.  

## Especies
- Marshallia caespitosa Nutt. ex DC.
- Marshallia graminifolia (Walt.) Small
- Marshallia grandiflora Beadle & F.E.Boynton
- Marshallia mohrii Beadle & F.E.Boynton
- Marshallia obovata (Walt.) Beadle & F.E.Boynton
- Marshallia ramosa Beadle & F.E.Boynton
- Marshallia schreberi Tratt.
- Marshallia trinervia Lesq. ex Branner, Trel. & Coville